# Farfetch
Farfetch è una piattaforma britannico-portoghese attiva nel settore delle vendite online di beni di moda, lusso e design, che vende prodotti di oltre 700 boutique e marchi di tutto il mondo. L'azienda è stata fondata nel 2007 dall'imprenditore portoghese José Neves con sede a Londra e filiali principali a Porto, Guimarães, Braga, Lisbona, New York, Los Angeles, Tokyo, Shanghai, Hong Kong, San Paolo e Dubai.
La società di e-commerce gestisce siti Web in lingua locale e app mobili per i mercati internazionali in inglese, spagnolo, francese, giapponese, cinese, arabo, tedesco, portoghese, coreano, italiano e russo. Farfetch ha uffici in 14 città e impiega oltre 4.500 dipendenti.

## Storia
Farfetch è stata fondata nel 2007 da José Neves, un imprenditore portoghese attivo nel mondo delle start-up di moda dagli anni '90. Farfetch ha annunciato l'acquisizione della boutique londinese Browns nel maggio 2015. Questa boutique è gestita indipendentemente da Farfetch da Holli Rogers, CEO di nuova nomina, che è entrato a far parte dell'azienda nel luglio 2015. Rogers era l'ex direttore della moda del rivenditore online Net-A-Porter.cFarfetch ha sviluppato le "business units" proprietarie di "Farfetch Black & White" e "Store of the Future" nel 2015.
Nel giugno 2017, è stato annunciato che JD.com Inc. aveva acquistato una partecipazione in Farfetch per $ 397 milioni. È stato il più grande investimento all'estero della società di e-commerce cinese. Nel settembre 2018 la società è diventata pubblica. Nel dicembre 2018 Farfetch ha acquisito la piattaforma di sneaker online, Stadium Goods, per $ 250 milioni. Nel febbraio 2019, Farfetch ha accettato di fondere la sua attività cinese con JD.com.
Nell'agosto 2019 ha acquisito New Guards Group, l'organizzazione madre del marchio di design Off-White per 675 milioni di dollari. Immediatamente dopo l'acquisto, le azioni di Farfetch sono crollate di oltre il 40%. Nel novembre 2020 ha stretto una partnership congiunta con Richemont e Alibaba. Alibaba e Richemont investono congiuntamente $ 600 milioni in Farfetch, acquisendo una partecipazione complessiva del 25% nelle imprese cinesi di Farfetch.

## IPO
A settembre 2018, Farfetch (FTCH N) quotata alla Borsa di New York (NYSE), quotando le azioni al di sopra dell'intervallo target stimato, portando a una valutazione di oltre 5,8 miliardi di dollari. L'IPO ha raccolto 885 milioni di dollari per la società dopo l'emissione di 33,6 milioni di nuove azioni. I primi investitori in Farfetch, inclusi Vitrurian Partners e Advent Venture Partners, hanno venduto fino a 10,6 milioni di azioni. È stato riferito che Neves guadagnerà 1,2 miliardi di dollari dall'IPO.
Il 24 settembre 2018, l'organizzazione di attivisti per i diritti degli animali PETA ha annunciato di aver acquistato azioni che avrebbero consentito loro di partecipare alle assemblee annuali degli azionisti e impedire alla società di vendere prodotti di pelliccia.